# Кислухинский заказник
Кислухинский заказник — государственный природный заказник регионального значения в Первомайском и Тальменском районах Алтайского края. Создан в 1976 году как охотничье хозяйство, которое в 2007 году преобразовано в комплексный ландшафтный заказник для сохранения природного комплекса приобских боров и поймы реки Оби, а также охраны лося, косули, белки-телеутки, бобра, водоплавающих и других видов животных и растений.

## Физико-географическая характеристика
Территория заказника располагается на правобережье Оби, в пределах низкой и высокой пойм и первых надпойменных террас. Высота местности от 100 до 200 м над у. м.
Средние температуры июля составляют 18—19 °C, января −18 °C. Продолжительность периода с устойчивым снежным покровом равна 150—160 дням. Общее количество осадков, выпадающих в течение года, составляет 400—500 мм. Речная сеть в пределах заказника густая. Наиболее крупными водотоками являются реки Повалиха, Большая Черемшанка, Малая Черемшанка — правые притоки Оби. В пойме почвы луговые аллювиальные. На древних террасах правобережья Оби распространены дерново-подзолистые почвы, формирующиеся под сосновыми борами. Открытые межборовые участки заняты озёрами с луговыми и болотными комплексами.
В ландшафтной структуре заказника преобладают древние речные террасы со злаково-разнотравными луговыми степями и лугами в сочетании с сосновыми борами и берёзово-сосновыми закустаренными травяными лесами. Значительные площади заняты ландшафтами пойм больших и средних рек, расчленённых старицами и протоками, со злаково-разнотравными и осоковыми закустаренными лугами и тополёвыми рощами на аллювиальных луговых и болотных почвах. Ландшафты долинно-балочных систем с сильно врезанными руслами постоянных водотоков с закустаренными крупнозлаковыми лесными лугами на аллювиальных луговых почвах наиболее полно представлены по правым притокам Оби.

## Растительность
По геоботаническому районированию территория заказника относится к подпровинции правобережной Приобской лесостепи, принадлежащей Западно-Сибирской провинции. Основную часть территории занимают тополево-кустарниково-луговые растительные ассоциации низкой и высокой пойм, значительно меньше доля болотно-луговых ассоциаций. На боровых террасах в пределах заказника распространены сосново-брусничные, часто кустарниковые леса с преобладанием в кустарниковом ярусе караганы древовидной, берёзово-сосновые и берёзовые травянистые леса. Сосновые боры характеризуются повышенной гидроморфностью. В травяном покрове много луговых форм. Растительность луговых аллювиальных почв густотравная, разнотравно-злаковая или злаково-осоковая, луговая.
На территории заказника произрастает ряд растений, внесенных в Красные книги различных уровней. В озёрах-старицах распространена сальвиния плавающая (Salvinia natans) на болотистых участках поймы возможно нахождение белокрыльника болотного (Calla paluslris); по пойменным заболоченным и лесным лугам встречается ирис сибирский (Iris sibirica), на территории Алтайского края проходит восточная граница распространения этого вида; в березово-сосновых лесах, на пойменных лугах и луговых склонах растет красноднев жёлтый (Hemerocallis lilio-asphodelus); в старицах — кувшинка чисто-белая (Nymphaea Candida) и кувшинка четырёхугольная (Nymphaea tetragona); на лесных полянах растет башмачок капельный (Cypripedium guttatum) — все эти виды включены в Красную книгу Алтайского края. Кроме того, два вида внесены в Красную книгу России — башмачок известняковый (Cypripedium calceolus), встречающийся в светлохвойных и смешанных лесах, и водяной орех-чилим (Trapa natans), растущий в хорошо прогреваемых озёрах и старицах.

## Животные
Большая часть Кислухинского заказника находится в пределах Среднеобского лесного массива. Здесь участки относительно сухого соснового бора чередуются с заболоченными осиново-березовыми лесами (согрой). Приблизительно третья часть угодий заказника расположена в пойме Оби, для которой характерны обширные заливные луга с зарослями ивы, светлые тополево-ивовые леса, тростниковые займища, а также хорошо развитая сеть проток, стариц и озёр. Благодаря такому разнообразию условий животный мир Кислухинского заказника в видовом отношении чрезвычайно богат.
Из копытных млекопитающих в заказнике обитают лось и сибирская косуля, возможны заходы кабана; из хищных присутствуют обыкновенная лисица и волк. Встречается несколько видов куньих: барсук, колонок, американская норка, горностай, ласка. Довольно обычны заяц-беляк, обыкновенная белка, азиатский бурундук, обыкновенный хомяк, ондатра, белогрудый ёж. На реке Кислухе обитает обыкновенный бобр. Фауна мелких насекомоядных, грызунов и рукокрылых в заказнике не изучена.
Орнитокомплекс Кислухинского заказника составляют 120—140 видов птиц из 14 отрядов. Наибольшим числом видов (60—80) представлены воробьинообразные. Значительна доля участия в фауне соколообразных и ржанкообразных (по 13 видов), а также гусеобразных (7) и дятлов (6).
На протяжении всего года в заказнике живут оседло или частично кочуют около 30 видов птиц. Остальные виды, гнездящиеся на его территории, являются перелетными. Обыкновенная чечетка и обыкновенный свиристель встречаются только зимой.
Ряд обычных видов широко распространён в самых разных лесных местообитаниях. Это чёрный коршун, ястребы (тетеревятник и перепелятник), обыкновенный канюк, чеглок, большая горлица, обыкновенная и глухая кукушки, длиннохвостая неясыть, пёстрый дятел, из воробьинообразных — лесной конёк, серая ворона, пеночка-теньковка, обыкновенная горихвостка, большая синица, зяблик, обыкновенный дубонос, обыкновенная и белошапочная овсянки. Следует отметить редких чёрного аиста и орлана-белохвоста, которые чаще всего выбирают для гнездования крупные деревья на границе леса и поймы, поскольку корм они добывают на водоемах в пойме Оби.
Типичными обитателями соснового бора являются обыкновенный осоед, большой подорлик, рябчик, глухарь, обыкновенный козодой, желна, ворон, из певчих птиц — дрозды (певчий и деряба), буроголовая гаичка, вьюрок, обыкновенный снегирь. Весьма вероятно гнездование на территории заказника редкого в России змееяда, интересного тем, что он питается почти исключительно пресмыкающимися. Возможно гнездование беркута.
Светлые осиново-березовые леса и березняки предпочитают тетерев, клинтух, вертишейка, седой, белоспинный и малый дятлы, обыкновенная иволга, грач, серая мухоловка, дрозды (рябинник и белобровик), обыкновенный ремез, длиннохвостая синица, обыкновенный поползень, черноголовый щегол, обыкновенный дубонос и другие. На болотах среди согры гнездится серый журавль, а на небольших болотниках и лужах — лесной кулик, черныш.
Обилие кустарниковых зарослей привлекает многочисленную группу мелких воробьинообразных птиц. Славки (серая, садовая, завирушка), соловьи (варакушка, обыкновенный, красношейка), садовая камышовка, обыкновенный жулан, обыкновенная и длиннохвостая чечевицы, дубровник при наличии подходящих местообитаний заселяют как пойму Оби, так и надпойменную часть заказника. Гнезда сорок, построенные среди кустов или на небольших деревьях, впоследствии часто используют для гнездования обыкновенная пустельга, кобчик и ушастая сова.
В пойме Оби обитает множество водных и околоводных видов птиц. Из утиных здесь гнездятся кряква, шилохвость, свиязь, чирки (свистунок и трескунок), широконоска, обыкновенный гоголь, из хищных — чёрный коршун, полевой и болотный луни, перепелятник, обыкновенный канюк, орлан-белохвост и чеглок. Из ржанкообразных встречаются малый зуёк, травник, перевозчик, бекас, озёрная чайка, речная и черная крачки. Кроме того, здесь гнездятся погоныш, лысуха, болотная сова, обыкновенный зимородок и береговая ласточка. Влажные луговые местообитания предпочитают коростель, чибис, белая, жёлтая и желтоголовая трясогузки, певчий сверчок и черноголовый чекан, более сухих мест придерживаются перепел и полевой жаворонок.
Некоторые виды, отмеченные в пойме, непосредственно на территории Кислухинского заказника, скорее всего, не гнездятся, а встречаются здесь в качестве пролетных. Это серая цапля, серый гусь, большой кроншнеп, большой веретенник, чайки (сизая и хохотунья), тростниковая овсянка. Многие перелётные виды, гнездящиеся в лесной части заказника, в послегнездовое время откочёвывают в пойму Оби, которая является одним из крупных миграционных путей на Западно-Сибирской равнине.
С населёнными пунктами связано распространение в заказнике сизого голубя, деревенской ласточки, белой трясогузки, обыкновенного скворца, домового и полевого воробьев, коноплянки.
Из числа видов, занесенных в Красную книгу Российской Федерации, на территории Кислухинского заказника отмечены чёрный аист, змееяд, орлан-белохвост, беркут. Кроме того, в пойме Оби на весеннем и осеннем пролётах можно встретить около трёх десятков «краснокнижных» птиц.
Пресмыкающиеся представлены в заказнике обыкновенной гадюкой, обыкновенным ужом, прыткой и живородящей ящерицами, земноводные — серой жабой, остромордой и озёрной лягушками.
Ихтиофауна участка Оби у села Кунгурово, входящего в пределы территории заказника, представлена 16 видами рыб: сибирский осётр, стерлядь, таймень, нельма, щука, плотва, язь, лещ, серебряный карась, сазан, налим, судак, окунь, ёрш, уклейка, ротан. Участок русла Оби относится к Барнаульскому рыбохозяйственному району, характеризующемуся рыбопродуктивностью 130—150 кг/км.

## Статус территории

### История создания заказника
Создан решением Алтайского краевого исполнительного комитета № 323 от 9 сентября 1976 года как охотничье хозяйство. Срок действия продлен постановлением администрации Алтайского края № 692 от 7 октября 1999 года. В 2001 году преобразован в комплексный.
В 2006 году материалы комплексного экологического обследования территории заказника «Кислухинский» для придания правового статуса особо охраняемой природной территории получили положительное заключение государственной экологической экспертизы (Приказ Управления федеральной службы по надзору в сфере природопользования (Росприроднадзора) по Алтайскому краю № 902 от 29.12.2006 г.). А постановлением Администрации Алтайского края от 26 июня 2007 г. № 278 утверждено новое положение о заказнике.

### Цели и задачи
Предназначен для сохранения природного комплекса Приобских боров и поймы реки Оби.
Цели:
- сохранение природных комплексов экосистемы Среднеобского бора и широкой поймы Оби с системой займищ, стариц и проток;
- сохранение мест естественного обитания животных и растений лесного и водно-болотного комплексов;
- поддержание экологического баланса региона как благоприятной окружающей среды для человека;
- воспроизводство норки, белки, лося, косули, ондатры, бобра, глухаря и других охотничье-промысловых видов животных, а также редких видов животных и растений; пополнение смежных с заказником охотугодий района охотничье-промысловыми видами животных (естественное расселение).

Задачи:
- Сохранение биологического и ландшафтного разнообразия с целью обеспечения благоприятной окружающей среды для жизнедеятельности человека в условиях заказного режима и методами рационального природопользования, а именно:
- поддержание естественного водного режима в озерно-болотно-старичной системе поймы реки Оби;
- сохранение лесов, расположенных в водоохранных зонах;
- проведение биотехнических мероприятий с целью создания более благоприятных условий обитания охраняемым объектам животного мира;
- оказание помощи диким животным: борьба с вредителями и болезнями, спасение бедствующих животных. * Проведение ветеринарно-профилактических мероприятий по оздоровлению популяций животных (в случае необходимости).
- Организация и проведение мониторинга объектов животного и растительного мира, в том числе занесенных в Красную книгу Российской Федерации и Красную книгу Алтайского края.
- Организация и проведение мониторинга среды обитания животных, птиц, растений.
- Экологическое воспитание и просвещение населения.

Перечень основных объектов охраны:
- лесные комплексы, водно-болотные угодья;
- охотничье-промысловая фауна: лось, косуля, бобр, белка-телеутка, барсук, глухарь;
- редкие виды птиц: змееяд, беркут;
- редкие виды растений: черемуха обыкновенная, кувшинка малая.

### Границы
Заказником в Первомайском и Тальменском районах является природно-хозяйственная территория — весь комплекс ландшафтов лесных, луговых, водно-болотных и других угодий общей площадью 33 928 га, в том числе 24 156 га — земли лесного фонда, 4075 га — земли, покрытые водой, 4725 га — земли сельскохозяйственного назначения.
Северная граница территории заказника начинается в 2,5 км от ст. Озерки (восточная граница 151 квартала Озерского участка Озерского лесничества), затем граница проходит по дороге к с. Речкуново, далее по дороге через пос. Западный (нежилой) до оз. Зимнего, по его западному берегу на юг до протоки Телеутка. Южная граница — по правому берегу протоки Телеутка до слияния её с протокой Курья и далее по северному и восточному берегу оз. Телеутского до протоки Тихой, далее по правому берегу р. Оби до санатория-профилактория «Обские плесы». Восточная — от санатория-профилактория «Обские плесы» мимо пос. Кислуха по дороге из пос. Кислуха к пос. Лесная Поляна, далее по дороге до северных границ 77 квартала Кислянского участка Озёрского лесничества, затем по прямой через 210 квартал Кислянского участка Озерского лесничества до восточных границ 207 квартала и далее по восточной границе 207, 191, 173, 151 кварталов Кислянского участка Озерского лесничества до дороги от ст. Озерки до с. Речкуново. Территории населённых пунктов не входят в заказник.